# Un dollar pour un mort

Un dollar pour un mort (Dollar for the Dead) est un téléfilm américano-espagnol de type western réalisé par Gene Quintano en 1998.

## Synopsis
Dans une petite ville de l'Ouest surgit un cavalier solitaire, traqué par des chasseurs de primes. Ce cow-boy sans nom, abat froidement ses poursuivants dans un terrible face à face. Il est alors abordé par Dooley, qui lui fait une confession. Après la guerre civile, l'or des confédérés avait été caché des nordistes par un capitaine rebelle. Celui-ci, avant de mourir, donna à chacun de ses quatre hommes une partie du plan localisant le butin. Dooley était l'un d'eux. Il souhaite désormais retrouver les trois autres, et s'emparer de l'or avec l'aide du cow-boy.

## Fiche technique
- Titre : Un dollar pour un mort
- Titre original : Dollar for the Dead
- Réalisateur et scénariste : Gene Quintano
- Producteur : Tony Anthony
- Producteur exécutif : Stanley M. Brooks
- Directeur de la photographie : Giovanni Fiore Coltellacci
- Directeur artistique : Luciano Spadoni
- Montage : Michael Ornstein et Neil Kirk
- Production : Once Upon A Time Films
- Musique : George S. Clinton
- Coordinateurs des cascades : Richard Cruz et Claudio Pacifico
- Durée : 95 minutes environ

## Distribution
- Emilio Estevez : le cow-boy
- William Forsythe : Dooley
- Joaquim de Almeida : Frère Ramon
- Jonathan Banks : colonel Skinner
- Jordi Mollà : capitaine fédéral
- Ed Lauter : Jacob Colby
- Howie Long : Reager
- Lance Kinsey : Traqueur
- Leticia Álvarez : la jeune mexicaine
- Simon Andreu : Akers

## Récompense
Jordi Mollà a été nommé en 2000 par Fotogramas de Plata pour le prix du meilleur acteur de cinéma.